# Adamit
Adamitul este un arsenat hidroxid de zinc natural cu formula chimică Zn2AsO4OH. Este un mineral ce se găsește în general în zonele de oxidare ale zincului. Adamitul pur este colorat, însă el posedă culori ca galben datorită impurităților de fier.
De asemenea, el poate fi găsit și sub tente de verde datorită eventualelor impurități de cupru. 

## Caracteristici

### Minerale asemănătoare
Olivenitul este un mineral izomorf cu adamitul, iar metalele ce diferă sunt cuprul și zincul. Mineralul intermediar dintre cele două este cuproadamitul, ce conține și cupru, și zinc.
Zinolivenitul este un mineral descoperit recent, fiind un mineral intermediar asemănător cuproadamitului cu formula chimică CuZnAsO4OH. Mai pot apărea elementele mangan, cobalt și nichel. Este cunoscute și un fosfat de zinc analog, tarbutitul.

### Habitusul
Adamitul apare adesea în geode, iar cristalele sale au fețe triunghiulare. Uneori, cristalele se găsesc sub formă de ace radiare. Există, de asemenea, cristale botroidale asemănătoare ca aspect cu smithsonitul.

## Origini și răspândire
Adamitul este un mineral secundar format în zonele de oxidare ale zincului și ale arsenului, dar și în depozite hidrotermale. Este asociat adesea cu minerale de zinc ca smithsonitul, hemimorfitul, scoroditul sau olivină, calcit, cuarț sau alți oxizi de fier și mangan.
Culorile cristalelor de adamit, galbene luminoase spre nuanțe de verzui, fac mineralul foarte apreciat printre colecționari. 
Se găsește în Mapimi, Mexic, Grecia și în Statele Unite ale Americii, anume California (Utah).

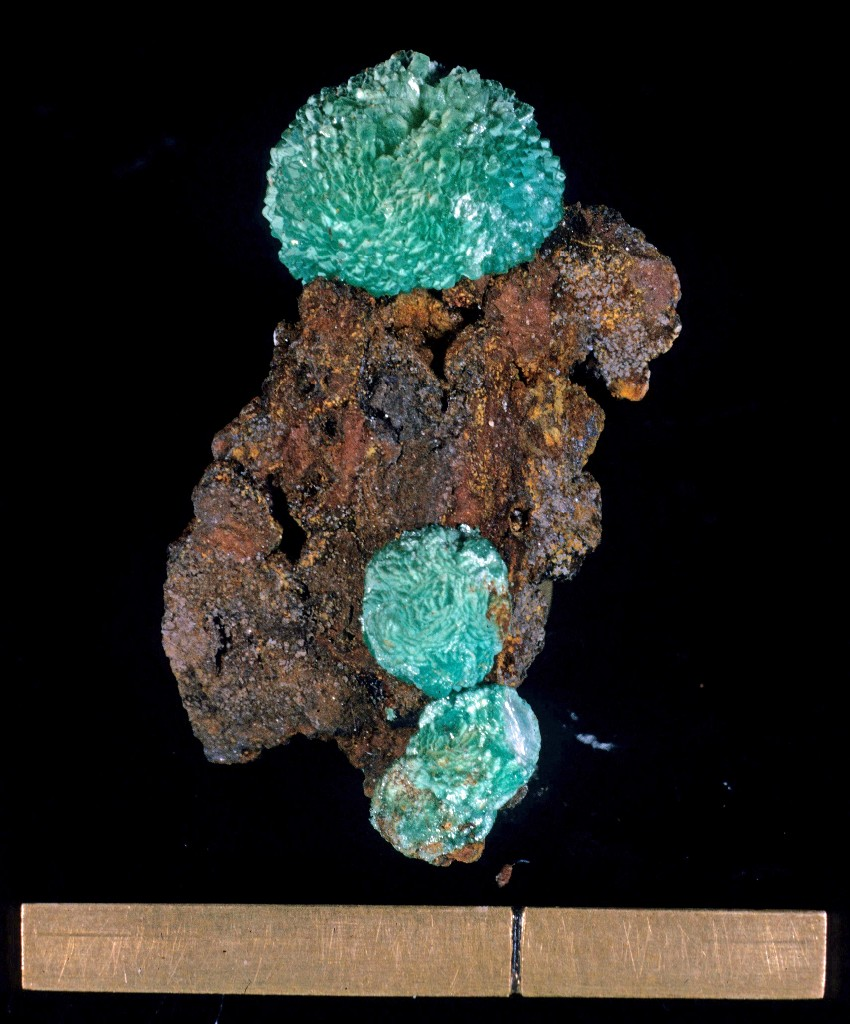
Adamit pe limonit din Gold Hill, Utah, SUA

## Istoric

### Etimologie
Adamitul a fost denumit după mineralogul francez Gilbert-Joseph Adam (1795-1881).

### Descoperire
Adamitul a fost descoperit întâia oară în 1866, dintr-un eșantion adus din localitatea Chañarcillo, din Provincia Copiapó din Regiunea Atacama, Chile. 

## Caractere speciale
Adamitul are un mare interes științific; este foarte cunoscut printre colecționarii de minerale datorită fluorescenței sale evidente ce prezintă o culoare verde-intensă.